# 2002年冬季奧林匹克運動會鋼架雪車比賽
2002年冬季奥林匹克运动会钢架雪车比赛于2002年2月20日在美国犹他州盐湖城举行。此次比赛是首次在圣莫里茨以外的地方举行的奥运钢架雪车比赛。1999年，经国际奥林匹克委员会批准，钢架雪车再一次被列为奥运项目，意味着该项目时隔54年重返冬奥会。比赛分为男女两个项目，共有来自19个国家的39名运动员参加比赛。

## 奖牌榜
| 排名 | 国家／地区    | 金牌 | 银牌 | 铜牌 | 總數 |
| ---- | ------------- | ---- | ---- | ---- | ---- |
| 1    | 美国（USA）   | 2    | 1    | 0    | 3    |
| 2    | 奥地利（AUT） | 0    | 1    | 0    | 1    |
| 3    | 英国（GBR）   | 0    | 0    | 1    | 1    |
| 3    | 瑞士（SUI）   | 0    | 0    | 1    | 1    |

## 各项成绩
| 項目 | 金牌                        | 金牌    | 银牌                          | 银牌    | 铜牌                        | 铜牌    |
| 男子 | 吉米·谢伊 · 美国（USA）     | 1:41.96 | Martin Rettl · 奥地利（AUT）  | 1:42.01 | Gregor Stähli · 瑞士（SUI） | 1:42.15 |
| 女子 | 特丽斯坦·盖尔 · 美国（USA） | 1:45.11 | Lea Ann Parsley · 美国（USA） | 1:45.21 | 亚历克丝·孔伯 · 英国（GBR） | 1:45.37 |